# Beatriz Ferrer-Salat
Beatriz Ferrer-Salat Serra de Migui (ur. 11 marca 1966) – hiszpańska jeźdźczyni sportowa, dwukrotna medalistka olimpijska z Aten (2004).
Sukcesy odnosi w konkurencji dresażu. Zawody w 2004 były jej trzecimi igrzyskami olimpijskimi, wcześniej startowała w 1996 i 2000. W 2004  sięgnęła po brązowy medal w konkursie indywidualnym oraz po srebro w drużynie, wspólnie z nią tworzyli ją Juan Antonio Jiménez, Ignacio Rambla Algarín i Rafael Soto Andrade. Startowała na koniu Beauvalais. W 2016 ponownie wzięła udział w igrzyskach. W 2002 była indywidualnie druga na mistrzostwach świata. Drużynowo była również brązową medalistką mistrzostw świata w 2002, srebrną (2003) i brązową (2005) medalistką mistrzostw Europy. Indywidualnie na mistrzostwach Europy była trzecia w 2002 i 2015.